# Vollenhovia
Vollenhovia é um gênero de insetos, pertencente a família Formicidae.

## Espécies
- Vollenhovia acanthina
- Vollenhovia ambitiosa
- Vollenhovia banksi
- Vollenhovia bengakalisi
- Vollenhovia beyrichi
- Vollenhovia brachycera
- Vollenhovia brevicornis
- Vollenhovia brunnea
- Vollenhovia butteli
- Vollenhovia cristata
- Vollenhovia dentata
- Vollenhovia denticulata
- Vollenhovia duodecimalis
- Vollenhovia elysii
- Vollenhovia emeryi
- Vollenhovia escherichi
- Vollenhovia foveaceps
- Vollenhovia fridae
- Vollenhovia hewitti
- Vollenhovia irenea
- Vollenhovia kaselela
- Vollenhovia laevithorax alluaudi
- Vollenhovia loboii
- Vollenhovia longicephala
- Vollenhovia longiceps
- Vollenhovia luctuosa
- Vollenhovia modiglianii
- Vollenhovia moesta
- Vollenhovia mwereka
- Vollenhovia nipponica
- Vollenhovia nitida
- Vollenhovia novobritainae
- Vollenhovia oblonga
- Vollenhovia opacinoda
- Vollenhovia overbecki
- Vollenhovia pacifica
- Vollenhovia papuana
- Vollenhovia pedestris
- Vollenhovia penetrans
- Vollenhovia pertinax
- Vollenhovia piroskae
- Vollenhovia prisca
- Vollenhovia punctata
- Vollenhovia punctatostriata
- Vollenhovia pwidikidika
- Vollenhovia pyrrhoria
- Vollenhovia rufipes
- Vollenhovia rufiventris
- Vollenhovia samoensis
- Vollenhovia satoi
- Vollenhovia simoides
- Vollenhovia soleaferrea
- Vollenhovia subtilis
- Vollenhovia umbilicata
- Vollenhovia undecimalis
- Vollenhovia undet
- Vollenhovia xingjun Terayama, 2009
- Vollenhovia yambaru Terayama, 1999